# Michalovce
Michalovce (niem. Großmichel, węg. Nagymihály, cyg. Mihaľa, jidysz Michajlovec lub Mychajlovyc) – miasto powiatowe we wschodniej Słowacji, w kraju koszyckim, w historycznym regionie Zemplin.

## Położenie
Michalovce leżą na wysokości 114 m n.p.m., w północnej części Niziny Wschodniosłowackiej, nad rzeką Laborec w jej środkowym biegu. Liczba mieszkańców miasta wynosi około 40 tys. osób (2011), powierzchnia miasta – 52,81 km². W granicach miasta leżą dwa niewielkie, porośnięte lasem wzniesienia: Hrádok (163 m n.p.m.) i Biela hora (159 m n.p.m.), zbudowane z piaskowców.
Michalovce dzielą się na 8 dzielnic w 5 gminach katastralnych:
1. gmina i dzielnica Michalovce,
2. gmina i dzielnica Stráňany,
3. gmina Topoľany, dzielnice Topoľany i Žabany,
4. gmina Močarany, dzielnice Betlenovce, Milovaná i Močarany,
5. gmina Vrbovec, dzielnice Meďov i Vrbovec.

Przez Michalovce przebiega droga krajowa nr 19 (przyszła D1, międzynarodowa E50) z Użhorodu do Koszyc, która w mieście łączy się z drogą krajową nr 18, biegnącą z Preszowa. Przez Michalovce przebiega również południkowa linia kolejowa Sanok – Medzilaborce – Humenné – Sátoraljaújhely, łącząca Polskę z Węgrami zwana kiedyś jako Pierwsza Węgiersko-Galicyjska Kolej Żelazna.

## Zabytki
W okolicy dzisiejszych Michalovec osiedla ludzkie istnieją od początków neolitu. Z badań archeologicznych wynika, że w XII wieku w miejscu dzisiejszego miasta istniała romańska rotunda. Pierwsza wzmianka o mieście Myhal pochodzi z 1244. Prawa miejskie Michalovce uzyskały w 1418. Miasteczko miało charakter rolniczo-rzemieślniczy. Za czasów Królestwa Węgier Michalovce były siedzibą władz powiatu w komitacie Zemplén. W 1871 zbudowano linię kolejową. Za czasów Czechosłowacji w mieście powstały zakłady przemysłu odzieżowego i budowlanego.
Wart obejrzenia w Michalovcach jest renesansowo-barokowy pałac rodziny Sztárayów w parku na brzegu Laborca, w którym mieści się obecnie Muzeum Zemplińskie. Pozostałe zabytki Michalovec to katolicki kościół Narodzenia Marii Panny z XIV wieku, przebudowany w XVIII wieku i neobizantyjska cerkiew greckokatolicka z lat 1931-1934. Poza tym zabudowa miasta jest współczesna, z wyjątkiem kilku budowli z XIX i z początku XX wieku. Na wzgórzu Hrádok stoi obserwatorium astronomiczne.
Kilka kilometrów na wschód od miasta leży sztuczny zbiornik Zemplínska šírava, który latem pełni rolę centrum turystycznego wschodniej Słowacji. Korzystając z tego, że jest to jedno z najcieplejszych miejsc w kraju, z rozwiniętą bazą turystyczną i kompleksem basenowym Zemplínska šírava przyciąga tłumy Słowaków i gości zagranicznych. Szczególnie warte spróbowania są langosze, słowackie przysmaki o kształcie pizzy.

## Gospodarka
W mieście rozwinął się przemysł włókienniczy, odzieżowy, maszynowy, browarniczy, ceramiczny oraz cegielniany.

## Sport
- MFK Zemplín Michalovce – klub piłkarski
- HK Dukla Michalovce – klub hokejowy

## Miasta partnerskie
- Vyškov, Czechy
- Villarreal, Hiszpania
- Jarosław, Polska
- Sátoraljaújhely, Węgry